# Mayer Ebner
Mayer Ebner sau Meir Ebner (în ebraică מאיר אֶבּ‏נֶר) (n. 19 septembrie 1872, Cernăuți – d. 12 decembrie 1955, Givatayim, Israel) a fost un politician, publicist și avocat român evreu, unul dintre conducătorii comunității evreiești și ai mișcării sioniste din Bucovina. A fost de trei ori membru al Parlamentului României și o dată senator. S-a distins ca un talentat publicist și polemist înfocat de limbă germană și ca un bun organizator, entuziast susținător al drepturilor civile și de autodeterminare ale evreilor.

## Anii de tinerețe și începutul carierei politice
Mayer Ebner s-a născut în anul 1872, într-o familie de evrei germanofoni din orașul Cernăuți, aflat pe atunci în Bucovina ocupată de Austro-Ungaria. A studiat dreptul la Universitatea Franz Josef din orașul natal.  
În împrejurările în care comunitatea germană, inclusiv cea liberală, din Bucovina, ca și cea din Austria, a accentuat distanțarea și adeseori aversiunea față de vecinii evrei germanofoni și a înființat la Cernăuți asociații studențești germane axate pe confesiunea creștină, tânărul Ebner, dezamăgit, a simțit că idealul asimilării la națiunea austriacă și cultura ei germană (așa cum era susținut mai ales de Uniunea Israelită Austriacă) era practic imposibil de atins și că era nevoia ca și evreii să se organizeze în formații politice și culturale care să promoveze identitatea lor națională evreiască.
După ce în anul 1890 a publicat un apel impotriva asimilaționismului, Meir Ebner a înființat la 14 iulie 1891, împreună cu Filip Menczel, Isaak Schmierer și Josef Bierer, asociația studențească evreiască "Hasmonaea", după modelul mișcării "Kadima" a tinerilor evrei din Viena. În același an (1891), revoltat de cazul unui confrate evreu care preferase să se inscrie cu tot dinadinsul în asociația studențească naționalistă germană "Alemannia", Ebner a reacționat cu vehemență, l-a acuzat de neloialitate și între cei doi s-a organizat, după cum era moda, un duel. Amândoi dueliștii au rămas în viață, Ebner fiind cel rănit și nevoit să se împace până la urmă cu adversarul. 
În vremea aceea, Ebner a susținut și o intensă activitate publicistică, la început, mai ales, în cadrul publicației Bukowiner Rundschau. Din anul 1894 a fost redactorul gazetei Das jüdische Echo, primul ziar care a difuzat ideea națională între evreii bucovineni.
În acei ani a avut revelația cărții lui Theodor Herzl, "Statul evreilor", și a devenit sionist. În anul 1897, la vârsta de 25 ani, a luat parte la Congresul de înființare a Organizației Sioniste, care a avut loc la Basel. Opunându-se ideii luptei de clasă susținute de socialiști la Congresul sionist, Ebner a semnat, împreună cu alți delegați, un prim manifest în favoarea atragerii în mișcarea sionistă a păturii muncitorești.
Sionismul său era însă din categoria celui "realist politic", deosebit de cel herzlian, prin faptul că admitea în paralel cu necesitatea emigrării și a fondării unui stat evreiesc in Palestina și existența prelungită a unor colectivități evreiești în Diaspora, adaptate la condițiile țărilor în care trăiau. Ebner era de părere că răspândirea ideilor sioniste poate fi facilitată de activitatea din cadrul grupărilor politice evreiești locale.
În acest spirit, a participat la întemeierea Partidului Național Evreiesc de sub conducerea dr. Benno Straucher. În anul 1910, pe când deținea, împreună cu Loebel Taubes, funcția de vicepreședinte al Organizației sioniste din Bucovina (condusă de prof. Leon Kellner), Ebner a părăsit partidul lui Straucher, pentru a fonda, împreună cu Kellner, mișcarea rivală "Consiliul Popular Evreiesc" (în germană Der jüdische Volksrat). Ca reprezentant al acesteia, el a fost ales ca membru în Consiliul municipal al orașului Cernăuți.
În zilele Primului Război Mondial, după ce trupele rusești au pătruns în Cernăuți, Ebner a fost luat ca ostatic, împreună cu primarul Salo Weisselberger, cu Philipp Menczel și cu cantorul Schachter, și deportat ca și ei în Siberia.

## Activitatea după unirea Bucovinei la România

### În Consiliul Național Evreiesc
După întoarcerea sa din deportare în august 1917, prin Petrograd și Viena, Meir Ebner a fost ales la 10 noiembrie 1918 ca președinte al Consilului Național Evreiesc din Bucovina și, în această calitate, a acționat în apărarea intereselor populației evreiești din regiune în fața noilor autorități românești.
Evreii din Bucovina, ca și cei din Transilvania și Banat, se bucuraseră până în anul 1918 de drepturi cetățenești depline în Imperiul Austro-Ungar, care tocmai se destrămase. În același timp, evreii din Regatul României nu era recunoscuți ca cetățeni ai țării.
După ce la 4-5 noiembrie 1918 s-a înlăturat pericolul unor tensiuni cu populația ucraineană și după ce la 11 noiembrie 1918 trupele române au ocupat Bucovina și Cernăuții, dr. Meir Ebner și dr. Iacob Pistiner au predat la 27 noiembrie 1918 lui Iancu Flondor, în numele Consiliului Național Evreiesc din Bucovina, o scrisoare prin care evreii din Bucovina recunoșteau Unirea Bucovinei cu România. În această scrisoare, se afla următoarea declarație:
„„Consiliul Național Evreiesc recunoaște unificarea teritoriilor românești într-un singur stat și prin aceasta principiile auto-determinării la care poporul român este îndreptățit””
.
Evreii bucovineni anunță, în schimb, că se abțin să participe la Congresul Consiliilor Naționale (fără cel ucrainean, care decisese alipirea regiunii la Ucraina) convocat de autoritățile române, deoarece nu erau garantate drepturile civile și politice ale evreilor. Totodată, se cerea acordarea necondiționată a acestor drepturi evreilor din Regatul României. Scrisoarea era redactată de Ebner și semnată și de către Pistiner și Berthold Friedmann, apoi aprobată cu majoritate de voturi de către membrii Consiliului.
Deși în decembrie 1918 consiliile naționale din Bucovina, inclusiv cel evreiesc, au fost dizolvate, poziția aceasta a reprezentat o contribuție însemnată la eforturile ulterioare de a se obține o soluție adecvată în cursul tratativelor de la Conferința de Pace de la Paris din 1919. La 30 august 1920, prim-ministrul român Alexandru Vaida-Voevod a semnat acordul prin care s-a realizat emanciparea deplină a evreilor din România. În 1924, participând la ceremonia dezvelirii Monumentului Unirii la Cernăuți, dr. Ebner a declarat următoarele: 
„"Bucovina rămăsese fără o legătură teritorială cu țările austriece, ereditare, și era limpede că trebuia să se unească cu una din țările vecine. Imperative istorice, geografice și economice impuneau unirea cu România. Un adevăr și nu o simplă frază este că Bucovina s-a unit cu patria ei mamă. Noi, evreii, considerăm această unire sub specie aeternitatis".”
Spre deosebire de politica tradițională a Austro-Ungariei, care-i trecea pe evreii bucovineni, în marea lor majoritate, la categoria "austrieci" sau "germani" la recensămintele de populație, în România de după emancipare ei se puteau declara ca evrei.

### Activitatea în presă, pe ulița evreiască și în Parlament
La Conferința mișcării sioniste din România reîntregită, desfășurată la Cernăuți în 25-25 octombrie1919, Meir Ebner a fost ales ca președinte, secondat fiind de dr. Salomon Kassner. Ulterior a intrat în conflict cu Kassner, acesta fiind atras în tabăra Uniunii Evreilor Români de sub conducerea dr. Wilhelm Filderman.
Între anii 1919-1938 Meir Ebner a condus gazeta "Ostjüdische Zeitung", continuând în paralel activitatea politică de consolidare a instituțiilor evreiești din Bucovina, opera de difuzare a limbii ebraice și încurajarea mișcării de "aliyá" - emigrația spre Palestina (Eretz Israel). A încercat, fără succes, să se împotrivească tendinței negative, după opinia sa, de fragmentare a electoratului evreiesc din Cernăuți și Bucovina în prea multe partide și grupări politice.
Împreună cu Bernhard Flelminger, Ebner a înființat Partidul Unității Evreiești (în germană Der Jüdische Einheitspartei der Bukowina) (unitarii) care în 1931 a devenit unul din componentele Partidului Evreiesc la nivel de țară, alături de Uniunea Națională Evreiască din Transilvania a lui Theodor Fischer, organizația condusă de șef rabinul Yehuda Leib Tsirelson din Basarabia și altele. Partidul Evreiesc din România, de tendință pro-sionistă se opunea la început Uniunii Evreilor Români a dr. Willy Filderman.
În anul 1926 Ebner a fost ales președinte al comunității evreiești din Cernăuți, dar odată cu alegerea sa în Parlament, postul a revenit din nou lui Benno Straucher. Ebner a candidat în acel an în alianță cu Partidul Poporului al generalului Averescu, iar după 1927 în alianță cu Partidul Național-Țărănesc. El a fost în Parlamentul României ca deputat (1926-1928), apoi ca senator (1928-1931) și din nou ca deputat (1932-1933).

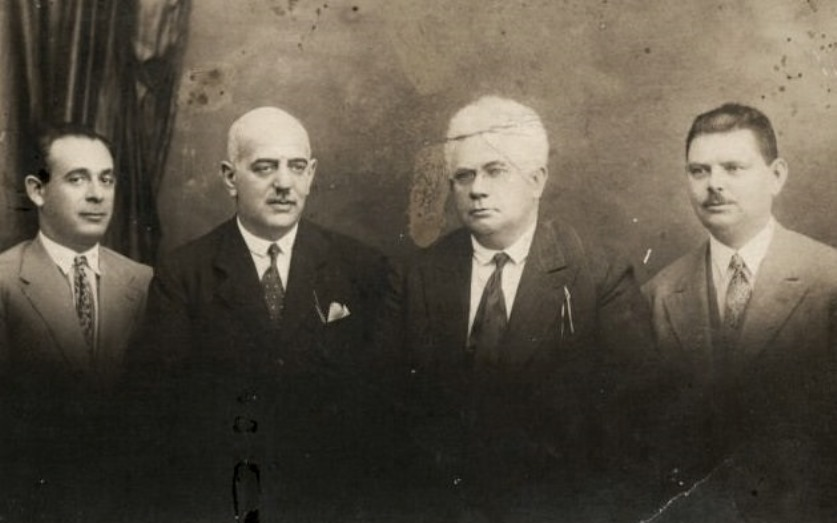
Clubul Parlamentar Evreiesc, 1928. Ebner este al doilea din dreapta

În activitatea sa parlamentară s-a ridicat cu consecvență împotriva tendințelor discriminatorii și a exceselor antisemite. El a lucat poziție în 1926 contra achitării de către Tribunalul din Cernăuți a lui Nicolae Totu, cel care-l împușcase mortal pe liceanul evreu Falik.
A interpelat în parlament pe ministrul Octavian Goga și la ședința parlamentului din 2 decembrie 1927 a răspuns cu demnitate discursurilor de ațâțare antisemită ale profesorului A.C.Cuza și Ion Zelea Codreanu și vociferărilor din galerie în favoarea opririi evreilor de a mai învăța în universitățile române („Numerus clausus”, care era în curs de a deveni „Numerus nullus”):
„La Universitatea Ebraică din Ierusalim nu va exista niciodată „Numerus clausus” pentru nimeni.”
În calitate de senator, Ebner a constituit în anul 1929, împreună cu deputații Theodor și Josef Fischer și Michel Landau, "Clubul parlamentar evreiesc". El a reintrat în Parlament în 1932 pe lista Partidului Evreiesc, alături de încă doi evrei bucovineni, dr. Max Diamant și dr. Manfred Reifer. Din cauza faptului că partidul său nu a putut atrage voturile electoratul evreiesc din Regat și din Basarabia, Ebner a demisionat din Camera Deputaților pentru a face loc unui reprezentant al evreilor regățeni, dr. Samuel Singer. La alegerile din 1932, Ebner a fost reales în Parlament. Însă la alegerile din 1933, din cauza unor sciziuni interne, Partidul Evreiesc nu a reușit să mai aibă nici un deputat.
În paralel cu activitatea parlamentară, dr. Ebner a continuat să polemizeze cu demnitate și cu patos în paginile revistei sale în limba germană cu rivalii politici din cadrul obștii sau cu alți lideri politici ca profesorul Nicolae Iorga. În 1933 a fost ales ca vicepreședinte al Congresului sionist în urma decesului lui Leo Motzkin.
În anul 1936, în împrejurările întăririi formațiunilor politice antisemite din România, Partidul Evreiesc (condus de Ebner) s-a unit cu Uniunea Evreilor Români (condusă de Filderman) într-o nouă organizație politică denumită "Consiliul Central al Evreilor Români", care l-a avut ca președinte pe dr. Filderman. La 1 ianuarie 1938, în urma adoptării unor legi antisemite din timpul Guvernului Goga-Cuza, gazeta lui Ebner, "Ostjüdische Zeitung", a fost și ea închisă, ca și celelalte ziare evreiești.

## Anii petrecuți în Israel
În anul 1940 se afla în vizită în Palestina, unde a fost surprins de evenimentele din România - ocuparea Basarabiei și Bucovinei de Nord de către U.R.S.S., Dictatul de la Viena și apoi instaurarea regimului național-legionar în România. Aceste evenimente l-au determinat să rămână în Palestina, aflată pe atunci sub mandat britanic.
În Palestina, dr. Ebner a colaborat la ziarele ebraice Haaretz, Hayom și Haboker, iar în mai 1948 a fost de față la Tel Aviv la proclamarea Statului Israel.  
În vara anului 1951, la 79 ani, a luat cuvântul la Congresul sionist de la Ierusalim, binecuvăntându-i pe participanți, ca unul din ultimii dintre Congresiștii de la Basel din 1897: 
„Trecutul de la Basel salută prezentul  Ierusalimului și îi trimite o sărutare pe frunte, iar amândouă, își indreaptă privirea de speranța și așteptări , către viitor" ”
Meir Ebner a decedat în anul 1955 și a fost înmormântat în Cimitirul Nahlat Itzhak din orașul Givatayim.

## In memoriam
- În memoria sa, câte o stradă din orașele israeliene Tel Aviv (în Ramat Aviv), Ramat Gan, Rishon Letzion și Netanya îi poartă numele.